# Antonín Klecanda
Antonín Klecanda (* 1980) je pedagog, radní městské části Praha-Kolovraty, zastupitel hl. m. Prahy a radní pro oblast školství, sportu a volnočasových aktivit. Od roku 2022 je také předsedou pražské organizace hnutí STAN.

## Život
Vystudoval pedagogiku na Masarykově univerzitě, Pražskou vysokou školu psychosociálních studií a Univerzitu Jana Amose Komenského.

### Politické působení
V roce 2014 kandidoval do zastupitelstva městské části Praha-Kolovraty za hnutí Naše Kolovraty, získal 789 hlasů a stal se starostou. V komunálních volbách v roce 2018 i 2022 obhájil svůj mandát zastupitele i starosty obce, ve volbách v roce 2022 byl navíc jako člen hnutí STAN zvolen do zastupitelstva hl. m. Prahy. 
Na mimořádném sněmu pražské organizace hnutí STAN 23. listopadu 2022 byl zvolen předsedou krajského výboru. Ve funkci nahradil stávajícího předsedu Petra Hlubučka, obviněného v kauze Dozimetr. Po podepsání koaliční smlouvy mezi SPOLU, Piráty a STAN 16. února 2023 se stal radním pro školství, sport a volnočasové aktivity.